# Anumanthan Kumar
Pour les articles homonymes, voir Kumar.
Anumanthan s/o Mohan Kumar, abrégé Anumanthan Kumar, né le 14 juillet 1994 à Singapour, est un footballeur international singapourien. Il évolue au poste de milieu de terrain au Hougang United.

## Carrière

### En club
Anumanthan Kumar rejoint le Hougang United au début de l'année 2016.

### En sélection
Il honore sa première sélection le 14 août 2013 lors d'un match contre Oman.

## Statistiques
| Saison                | Club                  | Championnat           | Championnat | Championnat | Coupe nationale | Coupe nationale | Coupe de la Ligue | Coupe de la Ligue | Singapour | Singapour | Total | Total |
| Saison                | Club                  | Division              | M.          | B.          | M.              | B.              | M.                | B.                | M.        | B.        | M.    | B.    |
| 2012                  | Young Lions           | S.League              | 4           | 0           | -               | -               | -                 | -                 | -         | -         | 4     | 0     |
| 2013                  | Young Lions           | S.League              | 16          | 0           | 1               | 0               | 4                 | 0                 | 3         | 0         | 24    | 0     |
| 2014                  | Young Lions           | S.League              | 23          | 1           | 0               | 0               | 0                 | 0                 | 3         | 0         | 26    | 1     |
| 2015                  | Young Lions           | S.League              | 20          | 1           | 0               | 0               | 0                 | 0                 | -         | -         | 20    | 1     |
| Sous-total            | Sous-total            | Sous-total            | 63          | 2           | 1               | 0               | 4                 | 0                 | 6         | 0         | 74    | 2     |
| 2016                  | Hougang United        | S.League              | 22          | 0           | 1               | 0               | 0                 | 0                 | 2         | 0         | 25    | 0     |
| Sous-total            | Sous-total            | Sous-total            | 22          | 0           | 1               | 0               | 0                 | 0                 | 2         | 0         | 25    | 0     |
| Total sur la carrière | Total sur la carrière | Total sur la carrière | 85          | 2           | 2               | 0               | 4                 | 0                 | 8         | 0         | 99    | 2     |